# Kuća u Supetru s reljefom glave čovjeka
Kuća s reljefom glave čovjeka nalazi se Supetru na Braču, na adresi Ignjata Joba 1 i 3.

## Opis
Kuća s reljefom glave čovjeka smještena je u dnu supetarske rive. Izdužena trokatnica, kraćim pročeljem u nizu kuća na rivi, je građena velikim klesancima, a dominira na drugom katu balkon duž pročelja. Na zapadnoj strani je duga balatura s profiliranom pločom na kamenim konzolama. Arhitektonska plastika pokazuje odlike kasnobarokne gradnje. Sred zabata na južnom pročelju je reljefna stilizirana glava čovjeka.

## Zaštita
Pod oznakom Z-1431 zavedena je kao nepokretno kulturno dobro - pojedinačno, pravna statusa zaštićena kulturnog dobra, klasificirano kao "stambene građevine".